# Маурісіо Кортес
Маурісіо Кортес (ісп. Mauricio Cortés Armero, нар. 9 лютого 1997, Тумако, Колумбія) — колумбійський футболіст, нападник клубу «Ягуарес де Кордоба».

## Життєпис
Розпочав футбольний шлях у клубах «Калі Іламада Кдубунду», «Альянца Депортіва», «Ла-Мацція» і був гравцем «Валле». Також їздив на перегляд до іспанської «Кордови».
У 2016 році перейшов до «Індепендьєнте Медельїн», швидко став основним гравцем клубу. Виступав на позиції атакувального півзахисника, а за потреби — нападника. У Південноамериканському кубку 2016 року відзначився дебютним голом у воротах «Реалу Санта-Крузу». У 2017 році на правах оренди виступав в іншому колумбійському клубі, «Ла Екідад». 31 січня 2018 року перейшов до українського клубу «Карпати» (Львів).

## Досягнення
«Індепендьєнте Медельїн»
- Категорія Прімера A
  -  Чемпіон (1): 2016 (Апертура)
- Кубок Колумбії
  - Володар (1): 2019